# Särkimukka
Särkimukka är en ort i Pajala kommun, Norrbottens län. I oktober 2020 fanns det enligt Ratsit 12 personer med Särkimukka som adress. Vid folkräkningen 1890 var 13 personer skrivna i byn.